# Gmina Gilowice
Gmina Gilowice je vesnická obec v okrese Żywiec ve Slezském vojvodství. V letech 1975–1998 vesnice byla pod správou vojvodství Bílsko. V letech 1976–1991 byla součástí gminy Gilowice-Ślemień. V obci žije přibližně 6 300 obyvatel.
Gmina se skládá ze dvou vesnic Gilowice a Rychwałd. Sídlo gminy je v Gilowicích.

## Geografie
Gmina leží v Żywiecké kotlině na jižních svazích Malých Beskyd (Beskid Mały). Vesnice Gilowice s částí Gilowice–Rozcięta se rozkládá v údolí řeky Łenkawy, Rychwałd leží v údolí potoka Nawieśnik.
Rozloha gminy je 28,15 km², z toho je 68 % orná půda a 23 % připadá na lesy.

### Sousední gminy
Gmina sousedí s gminami Łękawica, Ślemień, Świnna, Jeleśnia a městem Żywiec.

## Historie
První písemná zmínka o vsi Gilowice je z roku 1324 a pochází z Svatopetrského haléře a Volumia Legum, kde byla nazývána Gigersdorf sue Gerowicz. Ves Rychwałd je doložen v 15. století. Na začátku 20. století byla založena škola. V roce 1940 byla z obce vysídlena jedna třetina obyvatel a dosazeno 52 německých osídlenců, kteří zabrali 80 % půdy. Nad tři sta obyvatel bylo v době druhé světové války uvězněno a odesláno do koncentračních táborů.

## Farnost
V Rychwaldě vznikla farnost v roce 1472. V roce 1547 byl vysvěcen dřevěný kostel svatého Ondřeje apoštola krakovským biskupem Erazmem Ciołkem. V roce 1658 byl postaven oltář Panny Marie Rychwałdské, který byl o deset let později prohlášen za zázračný. V 18. století vlivem šíření kultu Panny Marie Rychwałdské byl postaven nový barokní zděný kostel zasvěcený svatému Mikuláši a vysvěcen 2. srpna 1756. V roce 1947 sanktuarium převzali do péče františkáni.
Dřevěný kostel svatého Ondřeje apoštola byl rozebrán a v roce 1757 přenesen do Gilowic. Zároveň starý Gilowický kostel z roku 1635 byl rozebrán a z jeho materiálu byla postavena v roce 1757 hřbitovní kaple Nejsvětějšího Srdce Ježíšova v Rychwałdě. Filiální farnost od roku 1890 náležela pod farnost v Rychwałdě a od roku 1925 se stala samostatmou farností.
Kostel náleží pod římskokatolickou farnost svatého Ondřeje apoštola v Gilowicích děkanátu Żywiec diecéze bílsko-żywiecké, je zapsána ve vojvodském seznamu památek pod registračním číslem 1/36/60 z 30. prosince 1960 a také A-484/87 z 23. února 1987 a je součástí Stezky dřevěné architektury ve Slezském vojvodství.